# Cuevas Labradas (Teruel)
Cuevas Labradas es una localidad y municipio de España, en la provincia de Teruel, comunidad autónoma de Aragón, de la comarca Comunidad de Teruel. Tiene un área de 40,81 km², con una población de 136 habitantes (INE 2024) y una densidad de 3,58 hab/km².

## Geografía
Integrado en la comarca de Comunidad de Teruel, se sitúa a 14 kilómetros de la capital provincial. El término municipal está atravesado por la carretera nacional N-420, entre los pK 594 y 597.
El relieve del municipio está definido por el río Alfambra y el terreno irregular que lo circunda, con numerosos barrancos que desaguan en el río. La altitud oscila entre los 1636 m en el extremo oriental, ya en la sierra del Pobo, y los 960 m a orillas del río. El pueblo se alza a 969 m sobre el nivel del mar.
| Noroeste: Teruel | Norte: Peralejos | Noreste: Peralejos |
| Oeste: Teruel    |                  | Este: Peralejos    |
| Suroeste: Teruel | Sur: Teruel      | Sureste: Corbalán  |

## Demografía
Cuevas Labradas cuenta con una población de 136 habitantes (INE 2024).
| Gráfica de evolución demográfica de Cuevas Labradas entre 1842 y 2021                                               |
| |
| Población de derecho según los censos de población del INE Población de hecho según los censos de población del INE |

## Administración y política
| Periodo   | Nombre                         | Partido | Partido                                            |
| --------- | ------------------------------ | ------- | -------------------------------------------------- |
| 1979-1983 | Francisco Clemente Domingo     |         | Unión de Centro Democrático (UCD)                  |
| 1983-1987 | José Manuel Esteban Camacho    |         | Partido de los Socialistas de Aragón (PSOE-Aragón) |
| 1987-1991 | Juan Francisco Argente Villar  |         | Alianza Popular (AP)                               |
| 1991-1992 | Miguel Argente Herrero         |         | Partido Aragonés (PAR)                             |
| 1992-1995 | Ramón Fabre Herrero            |         | Partido Aragonés (PAR)                             |
| 1995-1999 | Basilio Herrero Navarro        |         | Partido Aragonés (PAR)                             |
| 1999-2011 | María Pilar Argente Igual      |         | Partido Popular de Aragón (PP)                     |
| 2011-2015 | Juan Francisco Argente Herrero |         | Partido Popular de Aragón (PP)                     |
| 2015-2023 | Lucía Castellote López         |         | Partido Popular de Aragón (PP)                     |
| 2023-2027 | Diego Ibáñez Garfella          |         | Partido Popular de Aragón (PP)                     |

| Partido político    | Partido político                                   | 2003   | 2007   | 2011   | 2015   | 2019   | 2023   |
| Partido político    | Partido político                                   | Ediles | Ediles | Ediles | Ediles | Ediles | Ediles |
|                     | Partido Popular de Aragón (PP)                     | 4      | 4      | 4      | 3      | 3      | 3      |
|                     | Partido Aragonés (PAR)                             | 1      | 0      | 0      | 1      | 0      | 2      |
|                     | Partido de los Socialistas de Aragón (PSOE-Aragón) | —      | 1      | 1      | 1      | 2      | 0      |
|                     | Chunta Aragonesista (CHA)                          | —      | 0      | 0      | —      | —      | 0      |
| Total de concejales | Total de concejales                                | 5      | 5      | 5      | 5      | 5      | 5      |